# Персульфід водню
Персульфід водню — неорганічна сполука з формулою H2S2. Є  халькогеноводнем являє собою блідо-жовту летку рідину із запахом, схожим на камфору. Легко розкладається на сірководень (H2S) і елементарну сірку.

## Синтез
Персульфід водню можна синтезувати шляхом крекінгу полісульфанів (H2Sn) відповідно до цього ідеалізованого рівняння:
H2Sn → H2S2 + Sn-2
Основною домішкою є трисульфан (H2S3). Попередник полісульфану отримують реакцією соляної кислоти з водним полісульфідом натрію. Полісульфан випадає в осад у вигляді масла.